# Belgische kampioenschappen atletiek 1962
De Belgische kampioenschappen atletiek 1962 Alle Categorieën vonden voor zowel de mannen als de vrouwen plaats op 28 en 29 juli in het Heizelstadion te Brussel.
Wilfried Geeroms verbeterde het Belgisch record op de 200 m horden dat hij deelde met Leo Mariën, van 24,2 naar 24,1 s. 

## Uitslagen
| Atleet             | Prestatie   | Onderdeel            | Atlete                | Prestatie |
| ------------------ | ----------- | -------------------- | --------------------- | --------- |
| Édouard Leroy      | 10,9 s      | 100 m                | Dorette Van de Broek  | 12,4 s    |
| Adhémar Schoufs    | 22,0 s      | 200 m                | Terry Schueremans     | 26,8 s    |
| Louis De Clerck    | 48,3 s      | 400 m                | Marie-Louise Wirix    | 59,5 s    |
| Jos Lambrechts     | 1.51,3      | 800 m                | Marie-Louise Wirix    | 2.23,1    |
| Jos Lambrechts     | 3.49,0      | 1500 m               | -                     | -         |
| Eugène Allonsius   | 14.17,8     | 5000 m               | -                     | -         |
| Rik Clerckx        | 30.09,8     | 10.000 m             | -                     | -         |
| -                  | -           | 80 m horden          | Gerarda Lambrechts    | 12,4 s    |
| Wilfried Geeroms   | 14,4 s      | 110 m horden         | -                     | -         |
| Wilfried Geeroms   | 24,1 s (NR) | 200 m horden         | -                     | -         |
| Marcel Lambrechts  | 53,5 s      | 400 m horden         | -                     | -         |
| Gaston Roelants    | 8.54,6      | 3000 m steeple       | -                     | -         |
| Charles Timmermans | 1,90 m      | hoogspringen         | Lieve Brys            | 1,50 m    |
| Paul Coppejans     | 4,30 m      | polsstokhoogspringen | -                     | -         |
| Jean Debroux       | 7,33 m      | verspringen          | Dorette Van de Broek  | 5,47 m    |
| Guy Lukowski       | 13,58 m     | hink-stap-springen   | -                     | -         |
| Edouard Szostak    | 15,28 m     | kogelstoten          | Simone Saenen         | 12,84 m   |
| Edouard Szostak    | 44,95 m     | discuswerpen         | Simone Saenen         | 41,83 m   |
| Guy Van Zeune      | 64,40 m     | speerwerpen          | Ghislaine D'Hollander | 38,45 m   |
| Henri Haest        | 55,47 m     | hamerslingeren       | -                     | -         |

1889 · 
1890 · 
1891 · 
1892 · 
1893 · 
1894 · 
1895 · 
1896 · 
1897 · 
1898 · 
1899 · 
1900 · 
1901 · 
1902 · 
1903 · 
1904 · 
1905 · 
1906 ·
1907 ·
1908 · 
1909 · 
1910 · 
1911 · 
1912 · 
1913 · 
1914 · 
1919 · 
1920 · 
1921 · 
1922 · 
1923 · 
1924 · 
1925 · 
1926 · 
1927 · 
1928 · 
1929 · 
1930 · 
1931 · 
1932 · 
1933 · 
1934 · 
1935 · 
1936 · 
1937 · 
1938 · 
1939 · 
1940 · 
1941 · 
1942 · 
1943 · 
1944 · 
1945 · 
1946 · 
1947 · 
1948 · 
1949 · 
1950 · 
1951 · 
1952 · 
1953 · 
1954 · 
1955 · 
1956 · 
1957 · 
1958 · 
1959 · 
1960 · 
1961 · 
1962 · 
1963 · 
1964 · 
1965 · 
1966 · 
1967 · 
1968 · 
1969 · 
1970 · 
1971 · 
1972 · 
1973 · 
1974 · 
1975 · 
1976 · 
1977 · 
1978 · 
1979 · 
1980 · 
1981 · 
1982 · 
1983 · 
1984 · 
1985 · 
1986 · 
1987 · 
1988 · 
1989 · 
1990 · 
1991 · 
1992 · 
1993 · 
1994 ·
1995 · 
1996 · 
1997 · 
1998 · 
1999 · 
2000 · 
2001 · 
2002 · 
2003 · 
2004 · 
2005 · 
2006 · 
2007 · 
2008 · 
2009 · 
2010 · 
2011 · 
2012 · 
2013 · 
2014 · 
2015 · 
2016 · 
2017 · 
2018 · 
2019 · 
2020 · 
2021 · 
2022 · 
2023 · 
2024